# Parachironomus alatus
Parachironomus alatus är en tvåvingeart som först beskrevs av Beck 1962.  Parachironomus alatus ingår i släktet Parachironomus och familjen fjädermyggor.
Artens utbredningsområde är Florida. Inga underarter finns listade i Catalogue of Life.